# På väg till Jesus Kristus
På väg till Jesus Kristus (tyska: Unterwegs zu Jesus Christus) är en bok skriven av kardinal Joseph Ratzinger (mellan april 2005 och februari 2013 påve Benedictus XVI) år 2003. Översättningen till svenska utkom 2006.
I boken behandlar Benedictus XVI hur Jesus Kristus är och vad det innebär att följa honom. Han diskuterar även ämnet evangelisation och hur den borde utforma sig i vår nutid.
Viktiga temata i boken är även eukaristin och kyrkans katolicitet.

### Fotnoter
1. ↑  ”Unterwegs zu Jesus Christus” (på engelska). Worldcat. 19 mars 2003. https://www.worldcat.org/title/unterwegs-zu-jesus-christus/oclc/749541518&referer=brief_results. Läst 22 oktober 2017.
2. ↑  ”På väg till Jesus Kristus” (på engelska). Worldcat. 19 mars 2006. https://www.worldcat.org/title/pa-vag-till-jesus-kristus/oclc/723665864&referer=brief_results. Läst 22 oktober 2017.